# Lončarić
Lončarić je hrvatsko prezime,
- Anton Lončarić (u. 2000.), hrvatski veslač.
- Filip Lončarić (u. 1986.), bivši hrvatski nogometaš.
- Mijo Lončarić (1941. – 2023.),  hrvatski jezikoslovac i dijalektolog.
- Patrik Lončarić (u. 2000.), hrvatski veslač.
- Sandra Lončarić (u. 1974.), hrvatska filmska, televizijska i kazališna glumica.
- Zvonimir Lončarić (1927. – 2004.), hrvatski je kipar te slikar i grafičar.